# デキムス・ユニウス・シラヌス
デキムス・ユニウス・シラヌス（ラテン語: Decimus Junius Silanus、紀元前107年ごろ - 没年不明）は紀元前1世紀初期・中期の共和政ローマの政治家。紀元前62年に執政官（コンスル）を務めた。

## 出自
シラヌスはプレブス（平民）であるユニウス氏族の出身である。プレブス系ユニウス氏族が歴史に登場するのは古く、紀元前325年にはデキムス・ユニウス・ブルトゥス・スカエウァが執政官となっている。紀元前1世紀の時点で、ユニウス氏族は共和政ローマ最初の執政官ルキウス・ユニウス・ブルトゥスの子孫であると称していた。コグノーメン（第三名。家族名）であるシラヌスが確認できるのは、紀元前212年のプラエトル（法務官）マルクス・ユニウス・シラヌスが最初である。
カピトリヌスのファスの該当部分は欠落しているが、シラヌスの祖父はデキムス・ユニウス・シラヌス・マンリアヌスと推定される。マンリアヌスの実父はパトリキ（貴族）で紀元前165年に執政官を務めたティトゥス・マンリウス・トルクァトゥス、養父はカルタゴ滅亡後にマゴの農業書28巻を翻訳した学者で、紀元前212年の法務官の孫にあたる。マンリアヌスは紀元前141年にプラエトル（法務官）となり、マケドニア属州総督となったが、賄賂を受け取ったとして告訴され、実父トルクァトゥスに家族内裁判で追放を言い渡されたが、その直後に自殺した。
マンリアヌスの子、すなわちシラヌスの父マルクス・ユニウス・シラヌスは、シラヌス家で最初の執政官となった（紀元前109年）。父マルクスはキンブリ・テウトニ戦争で敗北している。本記事のシラヌスは、おそらくは次男である。

## 経歴
キケロ（紀元前106年1月3日生）は『ブルトゥス』の中で、シラヌスを自分と同い年と述べているが、シラヌスが最初に執政官に立候補したことがキケロより1年前であることから、生年は紀元前107年と推定される。また、クィントゥス・ホルテンシウス・ホルタルスの後に按察官になったことが分かっており、したがってその時期は紀元前75年から紀元前69年までの間ということになる。また、紀元前66年以前に法務官に就任したはずである。紀元前74年以前には神祇官の一員となっていた。
按察官時代には、大衆のために壮大な競技会を開催している。紀元前65年末、シラヌスは執政官に立候補したが、選挙で敗北した。2年後に再び執政官選挙に立候補した。他の候補者はセルウィウス・スルピキウス・ルフス、ルキウス・リキニウス・ムレナ、ルキウス・セルギウス・カティリナであった。結果シラヌスとムレナが当選し、紀元前62年の執政官に就任することとなった。ルフスはムレナを収賄罪で告訴したが、裁判に敗れた。一方、カティリナは違法な手段で権力を奪取する方法に転向した。カティリナの陰謀は発覚し、多くの共謀者が逮捕された。紀元前63年12月5日の元老院会議では、共謀者の処分が議論され、次期執政官に選出されていたシラヌスが最初に発言し、死刑が妥当とした。これは多くの支持を得たが、次期法務官に選出されていたカエサルは、死刑ではなく永久追放を提案した。カエサルの演説に感銘を受けた元老院議員の多くは考えを改め、シラヌス自身も賛同した。それにもかかわらず、次期護民官に選出されていたマルクス・ポルキウス・カト・ウティケンシスは死刑を主張した。
シラヌスとムレナはすべての法律の写しを国庫に保管するという法律を採択した。シラヌスは執政官任期満了後、何れかの属州の総督となることを望んだが、その結果は不明である。その後のシラヌスに関する記録はない。おそらく、執政官任期満了後すぐに死去したようだ。少なくとも紀元前57年の神祇官のリストには、シラヌスの名前は載っていない。

## 知的活動
キケロは、『ブルトゥス』中の著名なローマ人論客の一人としてシラヌスに言及しており「あまり努力家ではなかった。それでも頭はよくて演説がうまかった」と評価している。

## 家族
シラヌスはパトリキである小カエピオの娘セルウィリアと結婚した。カト・ウティケンシスとルキウス・リキニウス・ルクッルスは義理の兄弟であった。セルウィリアにとっては二度目の結婚で、最初の夫との間の子供が、後にカエサルを暗殺するマルクス・ユニウス・ブルトゥスである。
シラヌスとセルウィリアの間には3人の娘がいた。長女はプブリウス・セルウィウス・イサウリクス（紀元前48年執政官）と結婚し、次女はマルクス・アエミリウス・レピドゥス（第二回三頭政治）と、三女はカエサル暗殺犯の一人であるガイウス・カッシウス・ロンギヌスと結婚した。

## 参考資料

### 古代の資料
- ウァレリウス・マクシムス『有名言行録』
- ティトゥス・リウィウス『ローマ建国史』
- マクロビウス『サトゥルナリア』
- ガイウス・サッルスティウス・クリスプス『カティリーナの陰謀』
- マルクス・トゥッリウス・キケロ『ブルトゥス』
- マルクス・トゥッリウス・キケロ『善と悪の究極について』
- マルクス・トゥッリウス・キケロ『義務について』

### 研究書
- Broughton R. Magistrates of the Roman Republic. - New York, 1952. - Vol. II. - P. 558.
- Geiger J. The Last Servilii Caepiones of the Republic // Ancient Society. - 1973. - No. IV . - S. 143-156 .
- Münzer F. Iunius 154ff // Paulys Realencyclopädie der classischen Altertumswissenschaft . - 1918. - Bd. X, 1. - Kol. 1085.
- Münzer F. Iunius 161 // Paulys Realencyclopädie der classischen Altertumswissenschaft . - 1918. - Bd. X, 1. - Kol. 1089.
- Münzer F. Iunius 163 // Paulys Realencyclopädie der classischen Altertumswissenschaft . - 1918. - Bd. X, 1. - Kol. 1089-1090.
- Münzer F. Iunius 169 // Paulys Realencyclopädie der classischen Altertumswissenschaft . - 1918. - Bd. X, 1. - Kol. 1093-1095.
- Wiseman T. Legendary Genealogies in Late-Republican Rome // G&R. - 1974. - T. 21 , No. 2 . - S. 153-164